# Véria
Véria (grec: Βέροια, Béroia, pronunciat Véria) és una ciutat de Grècia al peu del Mont Bèrmion. És capital de la prefectura d'Imathia i de la província d'Imathia, i seu d'un bisbe de l'església grega. Correspon a l'antiga ciutat de Berea, ciutat del regne de Macedònia.

## Història
A la meitat del segle xiii va passar a Sèrbia i més tard fou part de l'estat d'Esteve Dushan; a la mort d'aquest el 1355 va passar a un petit principat serbi governat per Hlapen. La primera conquesta otomana seria obra de Lala Xahin vers el 1385 encara que algunes fonts situen el fet deu anys abans, el 1375/1375; les Cròniques Breus Gregues situen el fet exactament el 8 de maig de 1387. En tot cas fou ocupada definitivament sota Baiazet I (1389-1402). Es creu que a la ciutat hi habitaven els turcs descendents dels partidaris del seljúcida Kaykaus II establerts a l'imperi com a refugiats i convertits al cristianisme, que amb el temps foren els gagausos (kaykaus, Gaygaus, Gagaus). En turc, la ciutat es va anomenar Karaferye, que vol dir 'Véria negra'.
Al segle xvii era un districte (kada) del Sanjaq de Selanik. Ewliya Celebi diu que no tenia ni muralles ni guarnició i tenia uns 4000 habitants la meitat musulmans. El 1885 el kada tenia 46 pobles.
Els grecs la van conquerir el 25 d'octubre de 1912 i la van cedir a Grècia pel tractat d'Atenes de 14 de novembre de 1913.

## Població
| Any  | Població | Canvi      | Població Municipal | Canvi       |
| ---- | -------- | ---------- | ------------------ | ----------- |
| 1981 | 37,966   | -          | -                  | -           |
| 1991 | 37,858   | -108/0,29% | 42,910             | -           |
| 2001 | -        | -          | 42,794             | -116/-0,27% |

## Clima
| Mes                         | Gen | Feb | Mar | Abr | Mai | Jun | Jul | Ago | Sep | Oct | Nov | Des |
| Maxim. [°C]                 | 7   | 9   | 10  | 16  | 19  | 29  | 29  | 24  | 19  | 16  | 12  | 5   |
| Mínim [°C]                  | 3   | 6   | 8   | 11  | 16  | 19  | 17  | 14  | 12  | 10  | 8   | 4   |
| Record de temperatures [°C] | 20  | 22  | 25  | 31  | 36  | 44  | 42  | 39  | 36  | 32  | 27  | 26  |

## Personatges
- Sedat Alp, arqueòleg
- Yiannis Arabatzis, futbolista
- Padelís Kafés, futbolista
- Konstantinos Kallokratos, mestre i poeta
- Pavlos Kontogiannidis, actor i cantant
- Ioannis Kottounios, escriptor i humanista
- Dimitris Mavropoulos, actor i director de teatre
- Metrofanes d'Alexandria, Patriarca d'Alexandria
- Nefon I de Constantinople, Patriarca de Constantinople
- Panagiotis Tsalouchidis, futbolista
- Kostas Tsartsarís, jugador de basket

## Agermanaments
| País     | Ciutat   |
| -------- | -------- |
| Bulgària | Kazanlâk |